# Silnik o spalaniu zewnętrznym

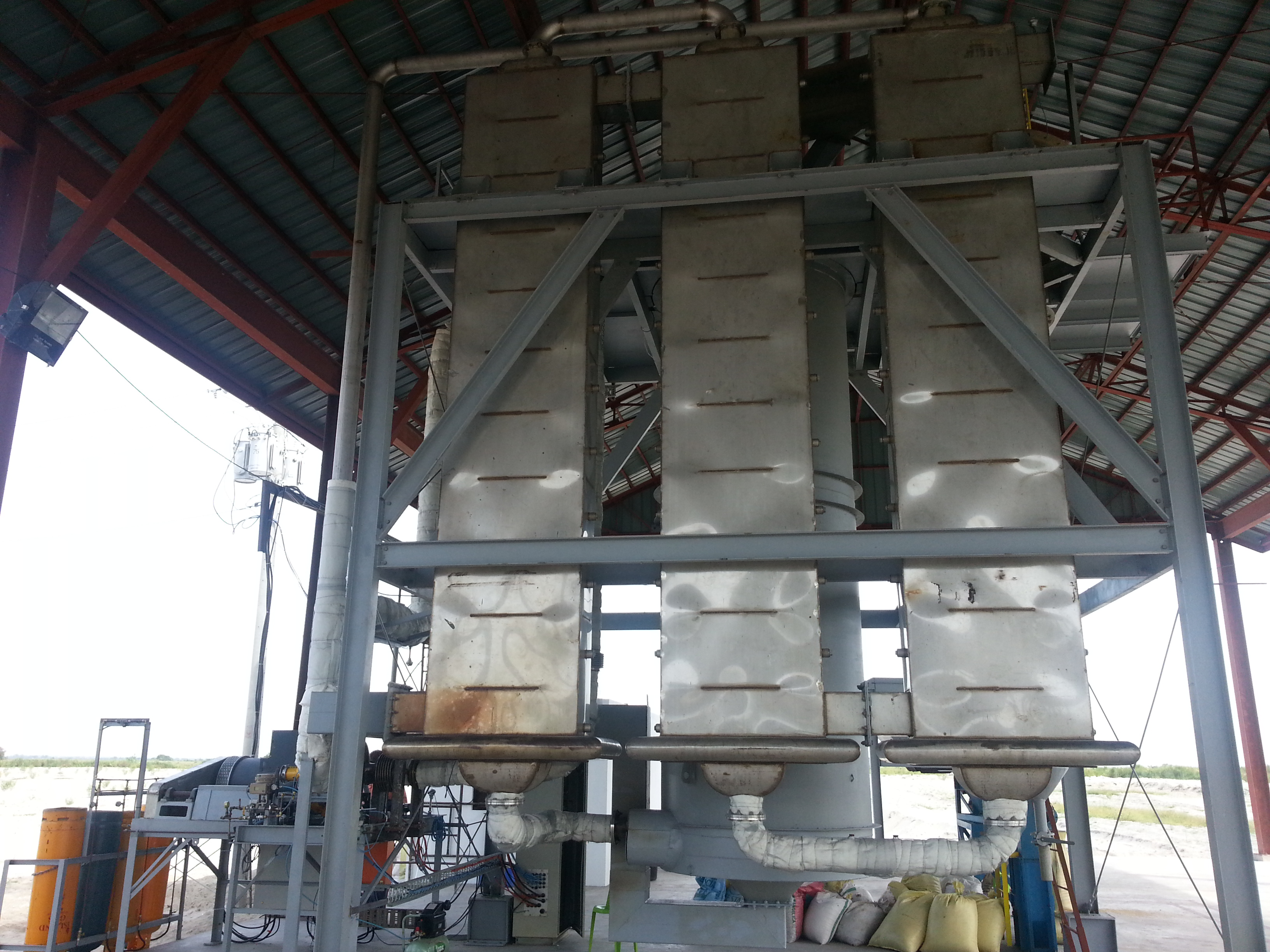
Pośrednio opalany turbiną gazową silnik skonstruowany przez BTOLA Pty Ltd pracujący na kadłubach ryżowych na Filipinach.

Silnik o spalaniu zewnętrznym – silnik, w którym paliwo spalane jest poza nim, a do silnika dostarczane są spaliny lub inne medium, którego energia jest podnoszona w wyniku spalania paliwa.
Do silników o spalaniu zewnętrznym należą:
- silniki tłokowe: maszyna parowa, siłownia parowa, silnik Stirlinga[1]
- silniki turbinowe: turbina parowa.